# Robert MacNaughton

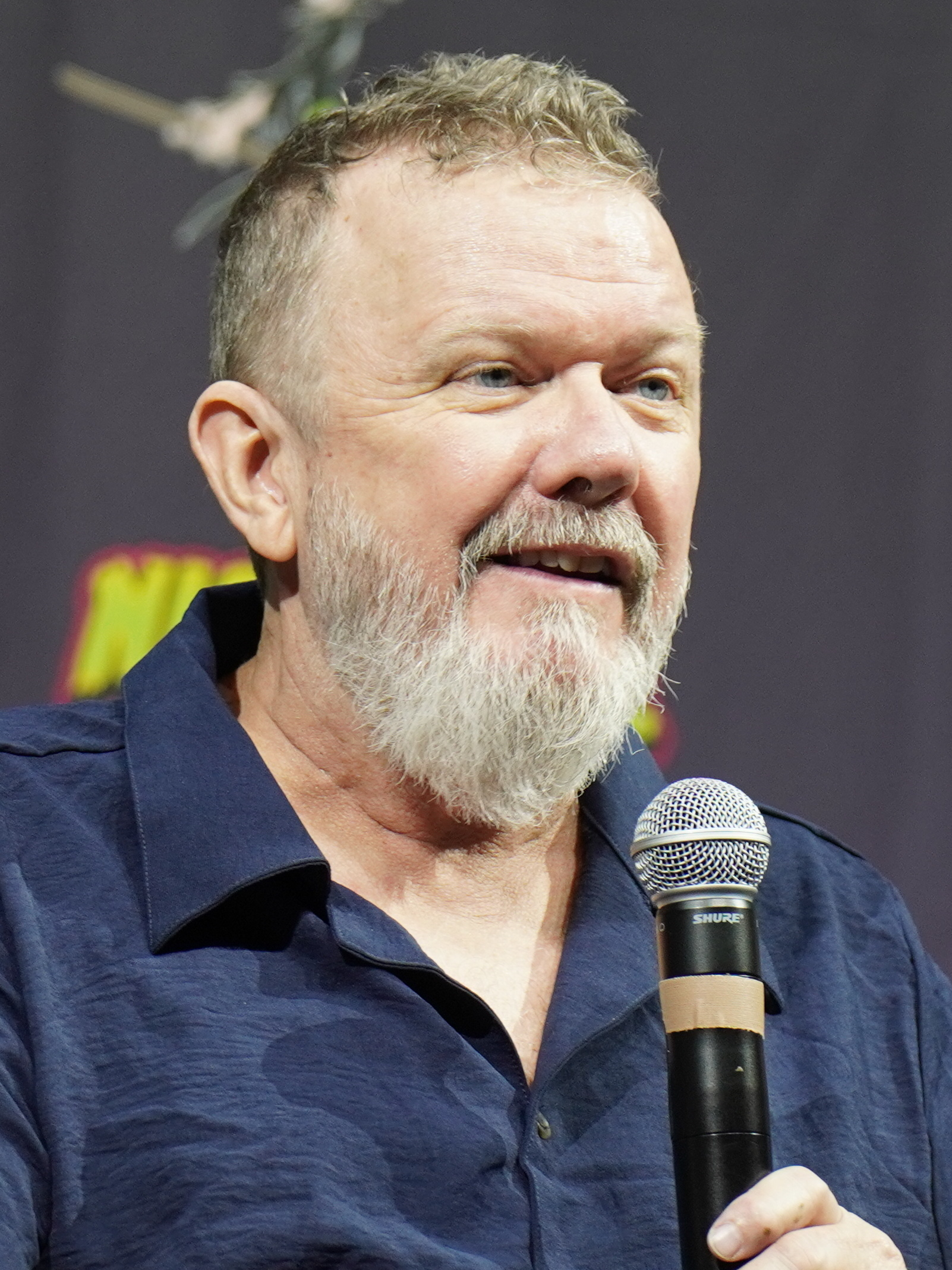
Robert MacNaughton (2023)

Robert A. MacNaughton (* 19. Dezember 1966 in New York City) ist ein US-amerikanischer Schauspieler.

## Leben
MacNaughton wirkte im Jugendalter zwischen 1980 und 1988 an insgesamt zwei Kinofilmen, vier Fernsehfilmen und fünf Fernsehserien als Schauspieler mit. Bekanntheit erlangte er 1982 im Alter von 15 Jahren durch seine Rolle in E.T. – Der Außerirdische unter der Regie von Steven Spielberg. Für seine Darstellung von Elliotts älterem Bruder Michael in diesem Film wurde MacNaughton mit dem Young Artist Award ausgezeichnet. An diesen ersten Filmerfolg konnte er allerdings mit nachfolgenden Filmprojekten nicht anknüpfen. Zwar spielte er 1983 noch eine Hauptrolle in I Am the Cheese, der Verfilmung eines Jugendbuchs von Robert Cormier, aber danach war er nur noch in einigen Fernsehproduktionen zu sehen. 
In den frühen 1990er Jahren zog MacNaughton nach Phoenix, Arizona, und versuchte sich mit mäßigem Ertrag als Theaterschauspieler. Um Geld zu verdienen, begann MacNaughton Anfang der 2000er-Jahre als Postangestellter beim United States Postal Service in Phoenix zu arbeiten. In diesem Beruf ist er bis heute tätig. 2015 stand er mit Nebenrollen in dem Independent-Thriller Laugh Killer Laugh und dem Horrorfilm Frankenstein vs. The Mummy erstmals nach fast 30 Jahren wieder als Schauspieler vor der Kamera.
MacNaughton war von 2002 bis 2010 mit seiner langjährigen Freundin Jennifer Butler verheiratet. Am 2. Juli 2012 heiratete er die US-amerikanische Schauspielerin Bianca Hunter. Seit seiner Hochzeit mit Hunter lebt er in Mountain Lakes in New Jersey. MacNaughton hat einen Sohn sowie durch seine Heirat mit Bianca Hunter drei Stiefsöhne.

## Filmografie
- 1980: Der Aufseher von Angel City (Angel City, Fernsehfilm)
- 1981: Big Bend Country (Fernsehfilm)
- 1982: The Electric Grandmother (Fernsehfilm)
- 1982: E.T. – Der Außerirdische (E.T. the Extra-Terrestrial)
- 1983: I Am the Cheese
- 1984: CBS Schoolbreak Special (Fernsehserie, eine Folge)
- 1987: A Place to Call Home (Fernsehfilm)
- 1987: Screen Two (Fernsehserie, eine Folge)
- 1987: Newhart (Fernsehserie, eine Folge)
- 1987: Amen (Fernsehserie, eine Folge)
- 1988: Vietnam War Story (Fernsehserie, eine Folge)
- 2015: Frankenstein vs. the Mummy
- 2015: Laugh Killer Laugh